# Ulf Thorgilsson
Ulf Thorgilsson (o Ulf Jarl) (993 - 25 de diciembre de 1026) fue un caudillo vikingo, jarl de Dinamarca, uno de los hombres más influyentes y de máxima confianza del rey Canuto el Grande que participó en la conquista de Inglaterra. Casado con la hermana de Canuto, Estrid Svendsdatter, hacia el 1024 fue designado regente de Dinamarca, probablemente como guardián de Canuto Hardeknut, hijo menor del rey Canuto. Tras la traición de Ulf uniéndose a Olaf II de Noruega y Anund Jacobo de Suecia, Canuto lo ejecutó en Roskilde.

## Biografía
Ulf Jarl era hijo de Thorgils Styrbjörnsson, del que se afirma a su vez que es hijo de Styrbjörn el Fuerte, un descendiente de la casa real sueca, con Tyra, la hija del rey Harald Blåtand de Dinamarca. No obstante, el parentesco de Thorgils pudo ser inventado para glorificar los orígenes de la dinastía fundada por el hijo de Ulf, Svend II de Dinamarca.
Descontento con las largas ausencias de Canuto y aprovechando su posición como regente, se unió a las fuerzas de Noruega y Suecia, convenciendo a los hombres libres a elegir a Harthacnut como rey de facto. Cuando Canuto fue advertido de lo sucedido en 1026, regresó a Dinamarca y con ayuda de Ulf, venció a los suecos y a los noruegos en la batalla de Helgeå. La ayuda de Ulf, no obstante, no le sirvió para que Canuto olvidase su traición. Durante un banquete en Roskilde, los dos cuñados estaban jugando a hnefatafl y comenzaron a discutir. En dos ocasiones Canuto intentó matar a Ulf, primero envió a uno de sus pajes pero Ulf se guareció en la Iglesia de San Lucio; al día siguiente, en la Navidad de 1026, envió a Ívar el Blanco, uno de sus huscarles de origen noruego, y cumplió su cometido. El templo sería posteriormente conocido como Iglesia de la Trinidad, predecesora de la que sería la catedral de Roskilde. De todas formas, diversas fuentes se contradicen sobre este asunto.

## Herencia
De su matrimonio con Astrid, hija de Svend I de Dinamarca tuvieron una amplia e influyente descendencia en Dinamarca e Inglaterra:
- Svend II, rey de Dinamarca entre 1047 a 1074,[7] por lo tanto progenitor de la casa real que gobernaría Dinamarca desde 1047 hasta 1375.
- Githa Estridsdatter (n. 1022).
- Niels Esdridsson (n. 1026).
- Odo Estridsdatter (1027 - 1097).

### Jarls de Inglaterra
- Björn Ulfsen (1019 - 1049), jarl de Inglaterra, murió asesinado por un sobrino.[8]
  - Siward Björnsson (1032 - 1055), jarl de Northumbria.
    - Waltheof Siwardsson (1052 - 31 de mayo de 1076), jarl de Northumbria, murió decapitado.[9]

### Jarls de Dinamarca
- Asbjørn Ulfsen (1024 - 1086), jarl de Dinamarca, su hija Margarita (n. 1049) sería esposa y reina consorte de Harald II de Dinamarca.[10]

La hermana de Ulf Thorgilsson, Gytha casó con Godwin de Wessex (Godwine), hijo de Wulfnoth Cild (Úlfnath).